# Alfred Hiller
Alfred Oskar Hiller (* 12. August 1903 in Kiel-Gaarden; † 2. Oktober 1934 in Hamburg) war ein deutscher Jugendfunktionär und Politiker (KPD). Er war Vorsitzender des Zentralkomitees (ZK) des Kommunistischen Jugendverbandes Deutschlands (KJVD) und Abgeordneter des Preußischen Landtages.

## Leben
Hiller, von Beruf Schiffbauer, schloss sich der Kommunistischen Jugend Deutschlands (KJD) und der Kommunistischen Partei Deutschlands (KPD) an. Mitte der 1920er Jahre war er Sekretär der KJD in Württemberg und gehörte dort dem linken Flügel an. Auf dem 9. Reichskongress des Kommunistischen Jugendverbandes Deutschlands (KJVD) im Oktober 1925 in Halle (Saale) wurde Hiller in das ZK des KJVD gewählt und kam im April 1927 auf dem 10. Reichskongress in Hamburg in das Sekretariat des ZK. Dort war er für das Ressort „Wirtschaftskampf“ zuständig. Im April 1927 heiratete er Johanna Hakendahl (1906–1976), die zu dieser Zeit Agitpropleiterin des KJVD-Bezirks Wasserkante war. Hiller nahm im August/September 1928 am V. Weltkongress der Kommunistischen Jugendinternationale (KJI) in Moskau teil und wurde zum Kandidaten des Exekutivkomitees der KJI gewählt. 
Nach seiner Rückkehr aus der Sowjetunion 1929 leitete Hiller den KJVD-Bezirk Berlin-Brandenburg und gehörte dem Sekretariat des ZK des KJVD unter Kurt Müller an. Im Februar 1932 wurde Hiller als Nachfolger Artur Beckers Vorsitzender des ZK des KJVD. Im April 1932 wurde er im Wahlkreis Berlin zum Abgeordneten des Preußischen Landtages gewählt. In der KJVD-Führung arbeitete Hiller eng mit Kurt Müller zusammen und unterstützte in den parteiinternen Auseinandersetzungen  Heinz Neumann und Hermann Remmele gegen Ernst Thälmann. Deshalb wurde Hiller bereits im Herbst 1932 aus der Führung des KJVD entfernt und musste auf Weisung des ZK am 5. Dezember 1932 auch sein Mandat im Preußischen Landtag niederlegen.

## Schriften
- Der KJVD im Kampf um die Gewinnung der Mehrheit der Arbeiterjugend. In: Internationale 15 (1932), S. 74–85.